# Tephritis californica
Tephritis californica är en tvåvingeart som beskrevs av Doane 1899. Tephritis californica ingår i släktet Tephritis och familjen borrflugor. Inga underarter finns listade i Catalogue of Life.